# Climacia carpenteri
Climacia carpenteri är en insektsart som beskrevs av Parfin och Gurney 1956. Climacia carpenteri ingår i släktet Climacia och familjen svampdjurssländor. Inga underarter finns listade i Catalogue of Life.